# Roma o morte (expresie)
Roma o morte (în traducere „Roma sau moartea”) este expresia pe care, potrivit unei tendințe care tinde acum să fie convergentă în istoriografia mișcării Risorgimento, Giuseppe Garibaldi ar fi pronunțat-o într-un discurs ținut cu ocazia adunării Cămășilor Roșii la Marsala, pe 19 iulie 1862, în care anunța plecarea voluntarilor armatei sale din Sicilia către Italia continentală pentru eliberarea Romei de sub puterea temporală a Papei, imediat ce fusese proclamată Unificarea Italiei cu un an mai devreme, la 17 martie 1861, după încheierea celui de-al Doilea Război de Independență și a ulterioarei Expediții a celor o mie.

## Fapte

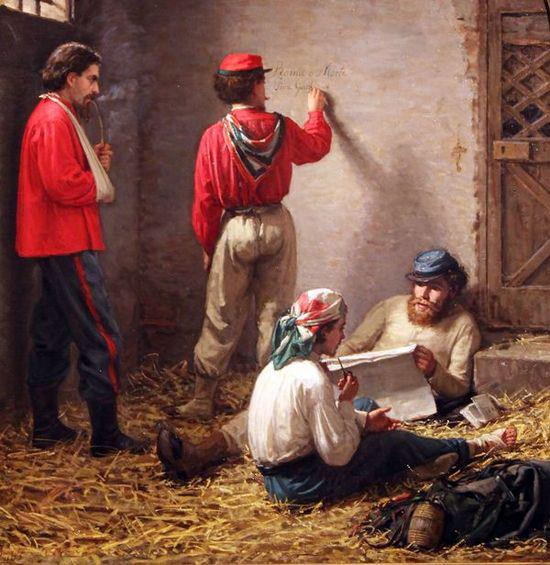
Gioacchino Toma (1863): „Roma o morte”, un tablou care-i arată pe câțiva voluntari garibaldieni întemnițați după o bătălie, dintre care unul scrie pe perete motto-ul lor, „Viva Garibaldi”

După ce s-a întors la Caprera, după încheierea mișcării Risorgimento cu proclamarea Regatului Italiei, Garibaldi a continuat să mediteze asupra organizării unei noi expediții care să pună capăt anomaliei existenței unui nou stat, în care orașul care a stat la baza civilizației istorice italiene nu se află încă în interiorul granițelor sale. Mai mult, Roma a rămas sub suveranitatea unei autorități ecleziastice care susținea valori diferite de valorile libertății și independenței promovate până atunci de mișcarea Risorgimento (vezi, de asemenea: Chestiunea Romană).
Încurajată inițial - mai mult sau mai puțin explicit - de către primul ministru de atunci Urbano Rattazzi, un grup de voluntari conduși de Garibaldi au pornit din Sicilia spre Roma prin sudul Italiei.
Cu toate acestea, condițiile politice internaționale au arătat imediat că intenția lui Rattazzi ar fi produs noului stat grave dificultăți politico-diplomatice, în special din cauza opoziției clare a împăratului francez Napoleon al III-lea, care a fost întotdeauna un apărător al dreptului statului pontifical de a-și menține posesiunile la Roma și în Lazio, dar și al sprijinului puternic și consensului pe care poziția lui Napoleon al III-lea l-ar fi putut obține în cadrul opiniei publice catolice franceză catolice.
Debarcate în Calabria, Cămășile Roșii au înțeles imediat că nu se puteau baza pe bunăvoința armatei regulate a regelui Victor Emanuel al II-lea (marina regală italiană încercase să împiedice, în zadar, debarcarea în Calabria), și că guvernul condus de Rattazzi renunțase la linia politică inițială de susținere a acestei inițiative.
Așa s-a ajuns la bine-cunoscutul episod de la Aspromonte (Bătălia de la Aspromonte), din Calabria, în care trupele garibaldiene au fost atacate de armata regulată și dispersate, punându-se astfel capăt expediției generalului către Roma. Garibaldi a fost rănit la coapsa stângă și la glezna dreaptă, cu consecințe care, în timp, l-au forțat treptat să se deplaseze într-un scaun cu rotile.

## Mărturii
Din: A. Scirocco, Giuseppe Garibaldi, RCS - Corriere della Sera, Milano, 2005, p. 282
„Cu același spirit și având parte de aceeași primire entuziastă, Dictatorul a vizitat locurile evenimentelor extraordinare de acum doi ani, Alcamo, Partinico, Calatafimi, tabăra Reni. În cele din urmă, el a intrat în Marsala, într-o slavă indescriptibilă, sub o ploaie de flori. În catedrală a avut loc o ceremonie religioasă solemnă [...]. Apoi, ieșind în fața casei contelui Mario Grignani, unde era cazat, el a evocat din nou succesul incredibil al celor o mie și a afirmat că nu era posibil să continuăm să suferim rușinea de a fi străini pe pământul italian. În încheiere a spus: „Da, Roma este a noastră”, căruia mulțimea i-a răspuns cu strigătul: „Roma sau moartea”, salutat și repetat de Erou, și el a jurat solemn a doua zi, duminică, 20 iulie, în timpul unei mese”.
Din: Lucy Riall, Garibaldi. L'invenzione di un eroe, Laterza, Roma-Bari, 2007, p. 388
„Pe 23 iulie a fost elaborat apoi un mesaj adresat femeilor romane (al cărui text a fost publicat în Diritto și în Unità italiana):
„Matroane ale Romei, Roma sau Moartea a răsunat pe pământul Rebeliunii de Paște. Sperați deci! Pe acest tărâm al vulcanilor arde o flacără care transformă în cenușă tronul tiranilor! Roma sau Moartea! [...] Roma este un nume care va ridica mulțimile, așa cum furtuna stârnește valurile! Roma, mama măreției italiene! [...] Roma, oh Roma! Cel care pronunțându-ți numele nu este împins să se înarmeze pentru a te izbăvi nu merită mângăierea blândă a unei mame și nici sărutul fierbinte al unei amante [...]. Eu sunt cu voi până la moarte, femeilor”.